# کورنلیا سالونینا
کورنلیا سالونینا با نام کامل یولیا کورنلیا سالونینا (به لاتین: Julia Cornelia Salonina) (درگذشتهٔ احتمالاً ۲۶۸) امپراتریس روم در زمان حکومت همسرش امپراتور گالینوس بود. او همچنین مادر والریان دوم، سالونینوس و مارینیانوس بود.

## زندگینامه
در مورد اصلیت یولیا کورنلیا سالونینا اطلاعی در دست نیست اما بر پایهٔ یک نظریهٔ جدید او باید از پدر و مادری یونانی در بیثنیا در آسیای صغیر زاده شده باشد. با این‌وجود هنوز تردیدهایی در بارهٔ درستی این موضوع وجود دارد. او با گالینوس در حدود ۱۰ سال پیش از آنکه بر تخت امپراتوری نشیند ازدواج نمود و هنگامی که شوهرش در سال ۲۵۳ به امپراتوری مشترک با پدرش والریان رسید، او نیز «آگوستا» نامیده شد.
آن دو صاحب سه فرزند به نام‌های والریان دوم، سالونینوس و مارینیانوس شدند. در سال ۲۶۸ میلادی گالینوس در پی محاصرهٔ مدیولانوم به‌قتل رسید و پس از آن از سرنوشت یولیا کورنلیا سالونینا اطلاعی در دست نیست. ممکن است زندگیش را بر او بخشیده باشند یا اینکه به فرمان سنای روم همراه با دیگر اعضای خانواده‌اش اعدام شده باشد.